# Witzmann Mihály
Witzmann Mihály (Siófok, 1977. június 2. – ) magyar mérnök-informatikus, politikus; 2014. május 6. óta a Fidesz – Magyar Polgári Szövetség országgyűlési képviselője. A Somogy vármegyei 4. számú országgyűlési egyéni választókerület képviselője.

## Családja
Rokonai apai ágon Balatonlellén élnek. Anyai ágon a rokonai Siófok, Zamárdi és Balatonendréd településekhez kötődik.
Nős, kisfiúk 2011-ben született.

## Életrajz
1999-ben a Gábor Dénes Főiskola mérnök-informatikus szakán diplomázott.
2010 és 2014 között Somogy Megye Önkormányzatának Közgyűlésének alelnöke.
2013-ban Somogy megye útügyi kormánybiztosának nevezték ki.
2014. április 6-tól a Somogy vármegyei (2022-ig: megyei) 4. számú országgyűlési egyéni választókerület országgyűlési képviselője.
2014. május 6-tól a Költségvetési bizottság tagja.